# Westknollendam
Westknollendam (officiële spelling) of West-Knollendam is een dorp in de gemeente Zaanstad, in de Nederlandse provincie Noord-Holland. Het dorp Westknollendam had 450 inwoners in 2023.

## Geschiedenis
Van oorsprong vormde het met Oostknollendam één plaats: Knollendam. Tot 1 januari 1974 behoorde Westknollendam tot de gemeente Wormerveer, sindsdien behoort het tot Zaanstad. Hierbij werd Westknollendam gezien als een buurtschap die viel binnen de plaats Wormerveer. Door de invoering van de wet Basisregistratie Adressen en Gebouwen (BAG) was het nodig een aparte plaatsnaam vast te stellen en van een aantal adressen de postcode te wijzigen. Hiermee werd Westknollendam op 1 mei 2008 een officiële plaatsnaam (kern) binnen de gemeente Zaanstad.

## Ligging
Westknollendam ligt aan de Tapsloot, die een kruispunt vormt van diverse waterwegen zoals de Knollendammervaart (richting Noordhollandsch Kanaal bij Spijkerboor), de Markervaart (richting Noordhollandsch Kanaal bij de Woude), de rivier de Zaan en de Nauernasche Vaart (richting Noordzeekanaal bij Nauerna). Er zijn enkele jachthavens die in verbinding staan met onder andere het Alkmaardermeer.

## Geboren
- Cor Aafjes (1923-2016), atlete